# بیرینجی بهارلی
بیرینجی بهارلی (به لاتین: Birinci Baharlı) یک منطقه مسکونی در جمهوری آذربایجان است که در شهرستان آق‌دام واقع شده است.